# Aluminiumnitraat
Aluminiumnitraat is het aluminiumzout van salpeterzuur, met als brutoformule Al(NO3)3. De stof komt voor als een witte sterk hygroscopische kristallijne vaste stof, die zeer goed oplosbaar is in water. De meest voorkomend vorm is het nonahydraat: Al(NO3)3 · 9 H2O. Deze vorm is de enige commercieel beschikbare vorm van aluminiumnitraat.

## Synthese
Aluminiumnitraat kan bereid worden door reactie van aluminiumhydroxide met salpeterzuur:
{\displaystyle {\ce {Al(OH)3 + 3HNO3 -> Al(NO3)3 + 3H2O}}}
Een alternatieve manier is de reactie van aluminiumchloride en salpeterzuur. Hierbij worden wel het toxische nitrosylchloride en dichloor als gassen gevormd:
{\displaystyle {\ce {AlCl3 + 4HNO3 -> Cl2 + NOCl + 2H2O + Al(NO3)3}}}
Omdat aluminium een passiverend laagje vormt, kan het niet rechtstreeks bereid worden uit reactie van metallisch aluminium en salpeterzuur. Desondanks is de redoxreactie tussen aluminium en het nitraat-ion wel zeer sterk aflopend: de evenwichtspotentiaal van de reactie bedraagt 2,46 V en de bijbehorende evenwichtsconstante in orde van 10250.

## Toepassingen
Aluminiumnitraat is een sterke oxidator en wordt gebruikt bij het leerlooien, in corrosie-inhibitoren, bij de extractie van ureum en als nitreringsreagens.